# Knieperkohl

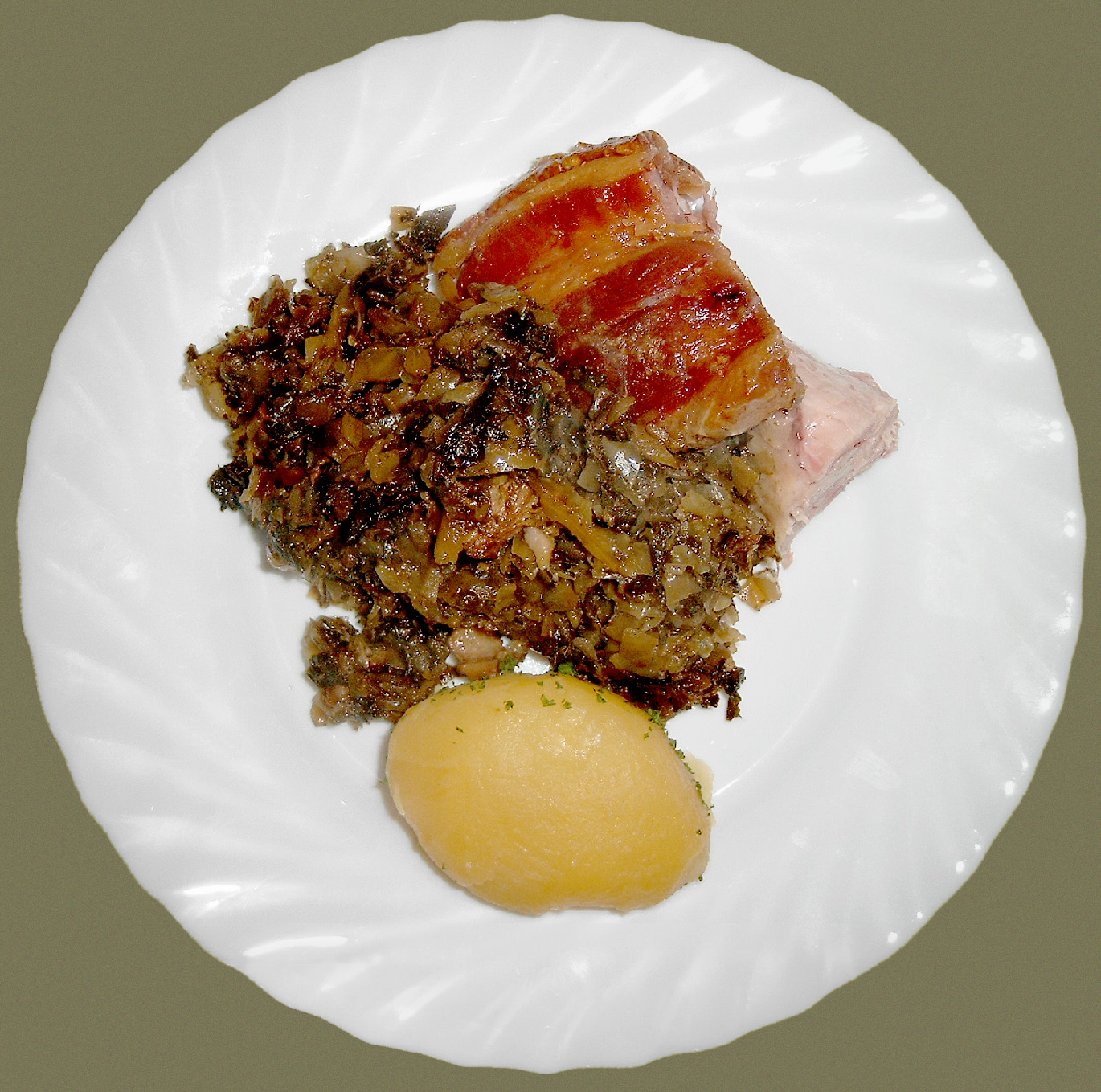
Knieperkohl mit Kassler und Pellkartoffel

Knieperkohl ist ein dem Sauerkraut ähnliches Sauergemüse aus der Prignitz. Er besteht aus Weißkohl, blauem Markstammkohl (oder Blättern von Rotkohl) und Grünkohl zusammen mit Wein- und Kirschblättern.
Die Geschichte des Knieperkohls beginnt mit dem Ende des Dreißigjährigen Krieges. In der Prignitz lebte nur noch ein Zwölftel der Bevölkerung. Die übliche Winternahrung der Menschen war Sauerkraut. Da aber kein Weißkohl mehr vorhanden war, entschloss man sich in der Not, Futterkohl zu säuern. Daraus entstand im Laufe der Jahre der heutige Knieperkohl.
Zur Herstellung werden die Kohlblätter in Wasser aufgekocht, ausgedrückt, eingesalzen, schichtweise mit den Wein- und Kirschblättern in Steinzeugtöpfe eingestampft, beschwert, so dass die Blätter unter der sich bildenden Flüssigkeit verbleiben und für vier bis zehn Wochen milchsauer vergären.
Hauptbestandteile eines Kniepergerichts sind je nach Rezept: Schmalz, Speck, gepökeltes oder geräuchertes Eisbein, Kohlwurst (Lungenwurst), Knacker oder Kasselerkamm. Ein Kniepergericht wird in einer mit fettem Speck ausgelegten Schmorpfanne – ohne umzurühren – gebacken, bis sich das Fett auf dem Kohl abgesetzt hat. Erst danach wird es umgerührt. Dazu reicht man Pellkartoffeln.